# Songbu (köpinghuvudort i Kina, Hubei Sheng, lat 31,06, long 114,79)
Songbu (kinesiska: 宋埠) är en köpinghuvudort i Kina. Den ligger i provinsen Hubei, i den centrala delen av landet, omkring 72 kilometer nordost om provinshuvudstaden Wuhan. Antalet invånare är 50 109. Befolkningen består av 24 802 kvinnor och 25 307 män. Barn under 15 år utgör 15,0 %, vuxna 15-64 år 73 %, och äldre över 65 år 10,0 %.
Runt Songbu är det tätbefolkat, med 683 invånare per kvadratkilometer. Närmaste större samhälle är Sandian, 14,6 km söder om Songbu. Trakten runt Songbu består till största delen av jordbruksmark.
Genomsnittlig årsnederbörd är 1 531 millimeter. Den regnigaste månaden är juli, med i genomsnitt 270 mm nederbörd, och den torraste är december, med 19 mm nederbörd.